# Guajará Esporte Clube
Il Guajará Esporte Clube, noto anche semplicemente come Guajará, è una società calcistica brasiliana con sede nella città di Guajará-Mirim, nello stato della Rondônia.

## Storia
Il club è stato fondato il 31 ottobre 1952. Il Guajará ha vinto il Campionato Rondoniense nel 2000. Il club ha partecipato alla Coppa del Brasile nel 2001, dove è stato eliminato al primo turno dal Rio Branco-AC.

## Palmarès

### Competizioni statali
- Campionato Rondoniense: 1

2000